# 緬甸國
緬甸國是緬甸在第二次世界大戰期間成立的政權，為日本於1942年5月佔領英屬緬甸全境後所扶植的傀儡政權。1943年6月，組成以巴莫為首的緬甸獨立籌備委員會。於同年8月1日舉行儀式，宣布緬甸予以獨立，成立獨立緬甸政府。由巴莫出任國家元首兼政府總理，昂山出任国防部长，德欽努（吳努）出任外交部長，德欽丹東出任農業部長，吳貌登出任司法部長。同日，向英、美兩國宣戰。1945年日本投降後瓦解。

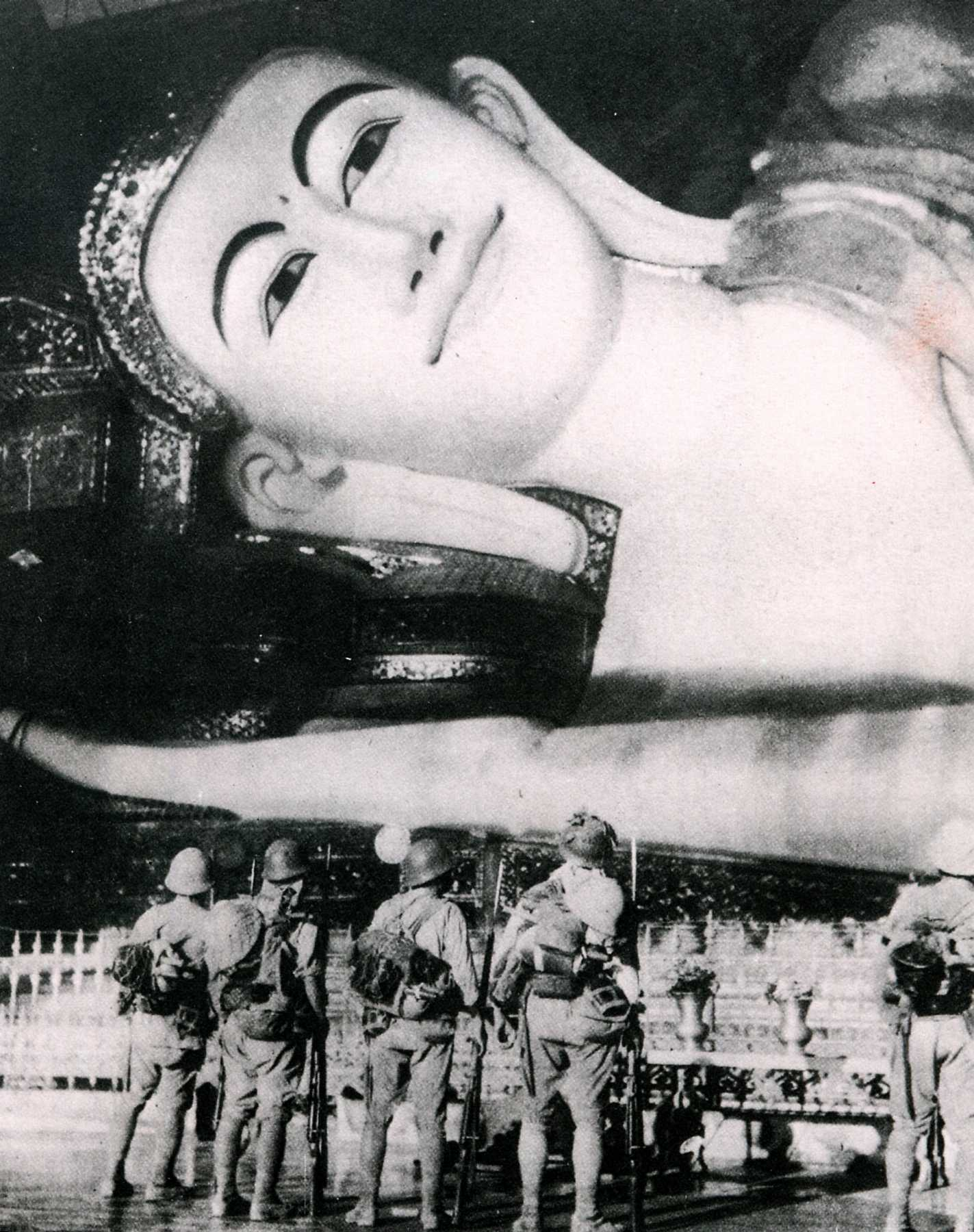
日本士兵在勃固瑞达良寺金卧佛前。

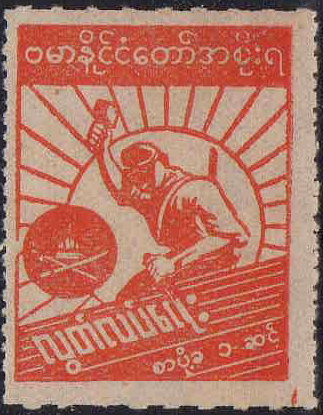
緬甸獨立紀念郵票（1943年）

## 背景
二戰初期，大日本帝國為了兩個主要原因入侵英屬緬甸：取得原物料（包括從仁安羌開採的石油、金屬礦物和大量的稻米），以及切斷支援蔣介石國民政府的滇緬公路。
1942年，由中將飯田祥二郎指揮的日本第15軍由泰國出兵，迅速占領英屬緬甸。日軍另外協助成立了緬甸獨立義勇軍，義勇軍和日軍共同作戰。同年4月，擊退英軍後，釋放了監獄中被監禁的政治犯巴莫博士，並招攬他出任緬甸行政府長官。
1943年8月1日早上，緬甸方面軍司令官河邊正三與巴莫宣佈廢止之前的軍政體制，建立獨立的緬甸國，而巴莫為國家代表。同日，日本政府便承認了緬甸國的獨立，並簽訂（日緬同盟條約）。此外也以廣播的方式正式對英美宣戰。
巴莫在緬甸國內用的是國家元首（Naingandaw Adipadi）這個身分，然而考慮到避諱共和制的日本政府，對外用的是首相的身分。1943年11月巴莫參加於東京舉行的大東亞會議，大東亞共同宣言中以緬甸國內閣總理大臣的身分署名。
1944年末，日軍於英帕爾戰役中失利，顯漏了日本的戰敗跡象，4月25日，南方軍緬甸方面軍的参謀副長磯村武亮唆使参謀部情報班的淺井得一暗殺緬甸元首巴莫，然而在緬甸士兵的警告下沒有成功。緬甸國內的反法西斯組織通知盟軍他們和緬甸國民軍已經準備好發動對抗日軍的全國革命。但起初英軍以時機未到為由拒絕了，不過決定暗中支援打算叛變的緬甸國民軍。1945年3月，翁山領導的緬甸國民軍進軍仰光，表面上要在中緬甸和日本共同對抗盟軍，實際上在仰光突然對日軍發動攻擊，向日本和緬甸國政府發動政變。翁山與東南亞戰區最高司令路易斯·蒙巴頓達成協議，將軍隊更名為緬甸愛國軍加入盟軍的陣營。
1945年，在盟軍不斷的攻勢下，日軍從仰光撤退。於是緬甸國政府隨著日軍的離開流亡日本。元首巴莫在8月經由泰國逃至日本。8月日本向盟軍投降，緬甸國從此解體，英国重新控制缅甸。

## 政策
和馬來亞等日軍占領地不一樣，緬甸形式上為獨立國。雖然廣設日語學校，然而日語和日本文化並非必修科目。相對於滿洲國將日語列為學校的教學語言，日語只是緬甸國教育中的選修科目之一，連官方語言也不是。政府著手將英語非官方化，將各種法律和公文書替換為緬甸語。教育方面，計劃要設立師範大學、農業大學、音樂學校和工業學校，这为日后缅甸独立打好基础。

## 外交
1943年8月，日本和軸心國先后承认缅甸国。
- 日本：1943年8月1日
- 中華民國（汪精卫政权）：1943年8月1日
- 滿洲國：1943年8月2日
- 泰國：1943年8月2日
- 納粹德國：1943年8月4日